# Далси (Њу Мексико)
Далси (енгл. Dulce) насељено је место без административног статуса у америчкој савезној држави Њу Мексико.

## Демографија
По попису из 2010. године број становника је 2.743, што је 120 (4,6%) становника више него 2000. године.
| Група             | 2000.       | 2010.       |
| Белци             | 65 (2,5%)   | 73 (2,7%)   |
| Афроамериканци    | 1 (0,0%)    | 17 (0,6%)   |
| Азијати           | 0 (0,0%)    | 3 (0,1%)    |
| Хиспаноамериканци | 308 (11,7%) | 303 (11,0%) |
| Укупно            | 2.623       | 2.743       |